# Eduardo da Conceição Maciel
Eduardo da Conceição Maciel (født 12. november 1986) er en brasiliansk fodboldspiller.